# Can Maurici
Can Maurici és un edifici modernista del municipi de Sant Pere de Ribes (Garraf) protegit com a bé cultural d'interès local.

## Descripció
Can Maurici és un habitatge d'una única crugia, entre mitgeres i de planta baixa i pis. A la planta baixa té dues obertures, una allindanada i l'altra d'arc apuntat de maó vist dividit en tres parts per bandes també de maó. La peanya està protegida per una barana de ferro. A ambdós costats del balcó hi ha una decoració feta amb trencadís. Per damunt d'aquesta planta, hi ha una cornisa de maó i rajola i un cos de coronament amb acabament apuntat, que presenta una obertura central ovalada i amb reixa de ferro.

## Història
Aquest edifici va ser realitzat per l'arquitecte Josep Font i Gumà a principis del segle xx. Rep el nom de Can Maurici del seu propietari, un fuster que tenia el seu domicili a la planta principal i que reservava la planta baixa per a l'exposició de mobles.